# Е-друштво
Е-друштво је друштво које се састоји од једне или више виртуелних заједница укључених у области од е-владе, е-демократије и електронског пословања до образовне технологије и е-здравства које користе функције информационо-комуникационог система у циљу остваривања заједничких интереса и циљева. Прве области е-друштва које су се појавиле биле су образовне технологије и електронско пословање. Развој и изазови е-друштва зависе од употребе нове технологије и интернет ствари и подршке информационим услугама.

## Историја
Развој е-друштва се ослања и зависи од развоја технологија виртуелне реалности које обезбеђују интеракцију између учесника е-друштва на прихватљивији и опипљивији начин. Развој виртуелне реалности, а самим тим и е-друштва, заснива се на унапређењу и балансирању метода интеракције учесника, хардвера неопходног за такву интеракцију, презентације садржаја и напора потребних за развој и одржавање.